# Монахов, Дмитрий Львович
Монахов Дмитрий Львович (17 ноября 1959 года, Москва — 20 декабря 2023 года, Москва) — российский специалист в области дополнительного образования детей, один из создателей и директор (1986—2001) Дома научно-технического творчества молодежи (ДНТТМ, филиала МГДД(Ю)Т), директор 
Московского городского дворца детского (юношеского) творчества на Воробьевых горах (2001—2011).

## Биография
Родился 17 ноября 1959 года в г. Москве, СССР. Отец, Лев Георгиевич, был лингвистом, учителем, переводчиком с английского, немецкого и французского. Мать — Людмила Ивановна работала в библиотеке иностранной литературы, а потом учителем английского языка. В 1966 году Дима пошел в школу. В семидесятые годы занимался в кружке астрономии Дворца пионеров. Окончил физический факультет (отделение астрономии) Московского государственного университета им. М. В. Ломоносова (1982).
Работал в отделе астрономии и космонавтики Московского городского дворца пионеров и школьников, после чего в 1986 году был назначен директором ДНТТМ. За годы работы в ДНТТМ Д. Л. Монахов был одним из организаторов и руководителей многочисленных комплексных исследовательских экспедиций московских школьников в разные регионы России (идея: А. Романов, А. Леонтович и Д. Монахов): «Солнечное затмение», Чукотка (1990), «Кольский полуостров-92» (1992), «Беломорье-93» (1993), «Байкал-94» (1994), «Лето 1995 год», «Солнечное затмение», Байкал (1997), «Волговерховье-98» (1998), «Алтай-99» (1999), «Саяны-2000» (2000), «Белое море-2001», «Кенозерский национальный парк» (2002), Телецкое озеро, Алтай (2003), Кольский п-ов (2004), Байкал (2005), Алтай (2008), Белое море (2009), Байкал (2010). Традиция проведения таких экспедиций поддерживалась и в дальнейшем. Весной 2001 года по инициативе тогдашнего директора Дворца Клятовой Натальи Ивановны Дмитрий Львович назначен новым директором МГДД(Ю)Т. За почти 30 лет работы во Дворце Д. Л. Монахов создал сильный коллектив творческих людей, педагогов и организаторов детского досуга.
С осени 2011 года — директор Муниципального учреждения «Досуговый центр Гагаринец» Гагаринского района города Москвы. Дмитрий Львович Монахов являлся членом Общественной палаты по образованию в городе Москве, членом Комиссии Общественной палаты по вопросам дошкольного, общего и дополнительного образования, членом Совета директоров учреждений дополнительного образования детей при Департаменте образования города Москвы, членом Всероссийской политической партии «Единая Россия».
В течение ряда лет был депутатом муниципального Собрания внутригородского муниципального образования Гагаринское в городе Москве. Активный участник Клуба Авторской песни. Сам писал и пел под гитару бардовские песни, играл на фортепьяно.
Имел жену, дочь, сына, внука и внучку. Погиб 20 декабря 2023 года в Москве.

## Награды и почётные звания
- Отличник народного просвещения
- Почётный работник образования города Москвы
- Медаль Ордена за заслуги перед Отечеством II степени
- Золотая медаль «За вклад в миротворческую и благотворительную деятельность» Регионального Благотворительного Общественного Фонда Московский фонд мира